# Ronde van Zuid-Holland
De Ronde van Zuid-Holland is een wielerwedstrijd in de Nederlandse provincie Zuid-Holland die sinds 1954 wordt georganiseerd. In 2019 werd de wedstrijd stilgelegd vanwege de barre weersomstandigheden. In 1997 en 1998 maakte de wedstrijd deel uit van de UCI-kalender (categorie 1.5).

## Lijst van winnaars

### Overwinningen per land
| Overwinningen | Land      |
| ------------- | --------- |
| 63            | Nederland |
| 2             | België    |